# Ройсс-Грайцьке князівство
Ройсс-Грайцьке князівство (нім. Fürstentum Reuß-Greiz) — держава в Німецькій імперії, якою керували члени роду Ройсс. Графи Ройсс-Грайцькі, Нижнього Грайца і Верхнього Грайца (нім. Reuß zu Greiz, Untergreiz und Obergreiz) були підвищені до князівського статусу в 1778 році. Офіційна назва після 1848 року — Ройсське князівство старшої лінії (нім. Fürstentum Reuß älterer Linie)
Подібно до більш численної молодшої лінії Ройса, усі чоловіки старшої гілки також носили ім'я «Генріх» на честь імператора Генріха VI, який приніс користь родині. Вони отримували номер послідовно за народженням, а не за царюванням, починаючи з Генріха I (народився 1693) і закінчуюючи Генріхом XXIV (1878—1927).
У 1910 році територія князівства мала площу 317 км 2 і понад 72 тис. мешканців.
Ройсс-Грайцьке князівство зберігло прапор Франкфуртських національних зборів, який згодом став прапором Німеччини.

## Територія
У 1919 році, після Першої світової війни, територія Ройсс-Грайського князівства старшої лінії була об'єднана з територією Ройсс-Герського князівства молодшої лінії в Народну державу Ройсс, яка в 1920 році була включена до складу Тюрінгії, нової федерельної землі Веймарської республіки. Старша лінія вимерла в 1927 році зі смертю бездітного Генріха XXIV, після чого її права були передані молодшій лінії.

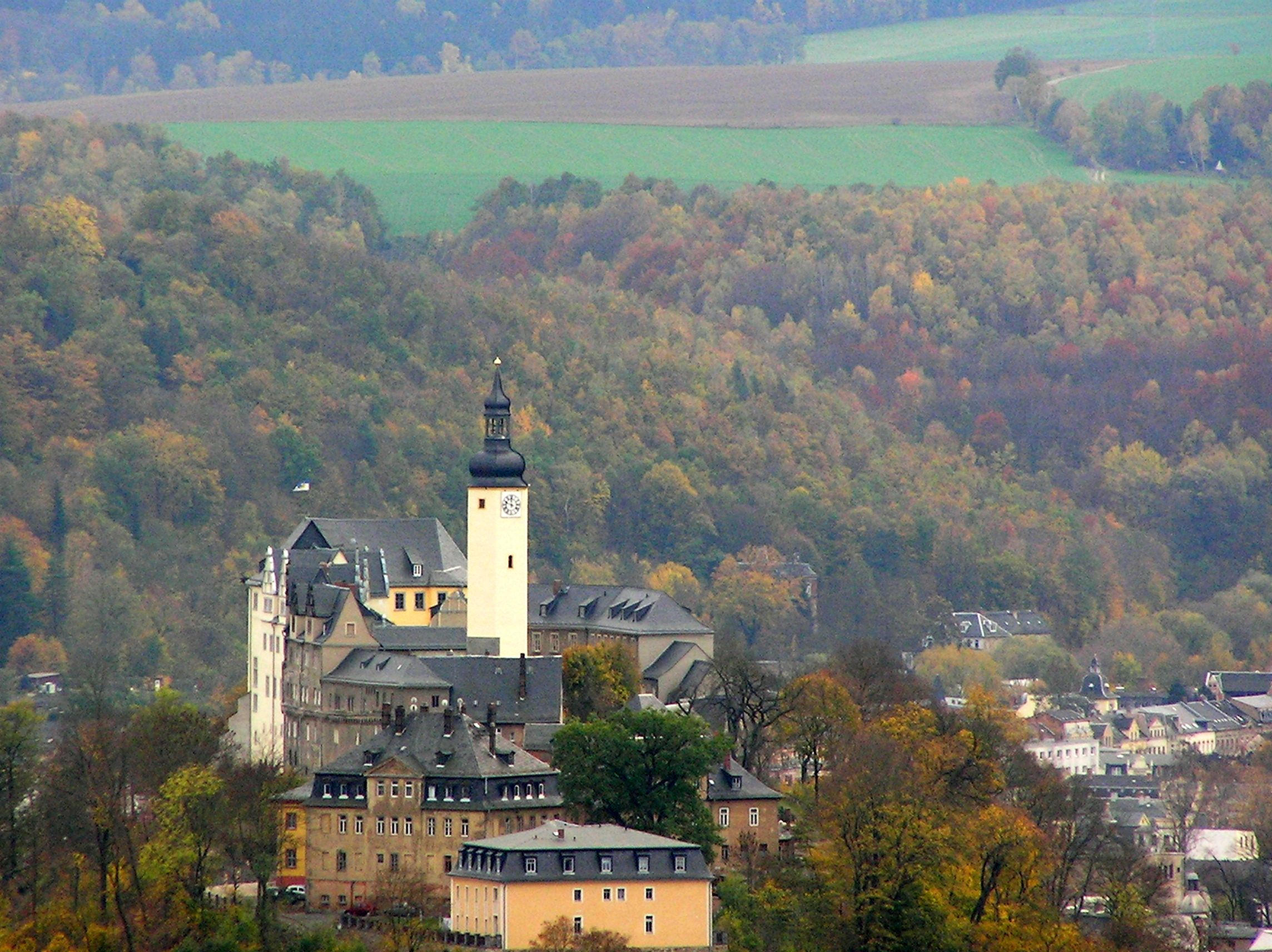
Верхній замок у Грайці
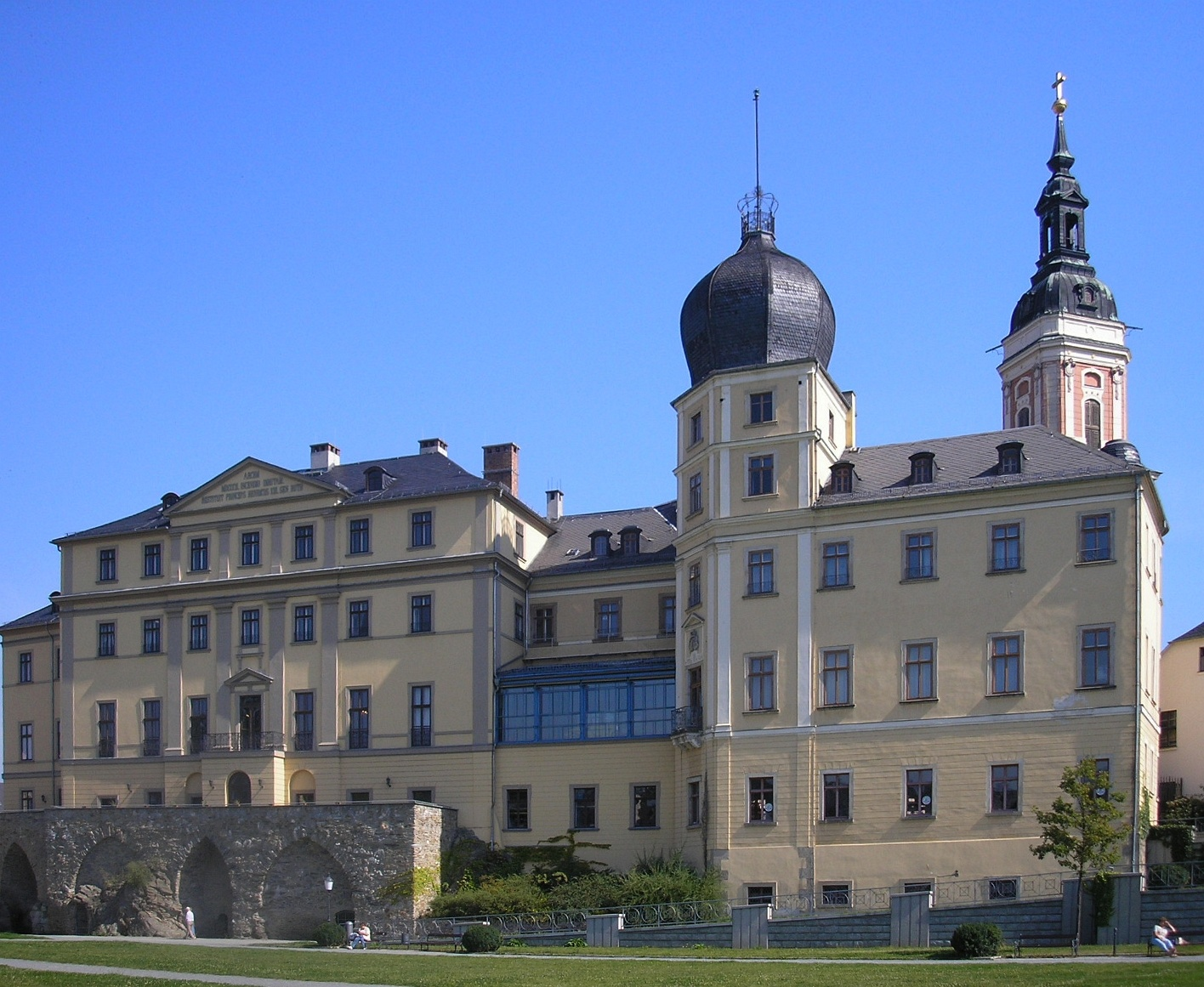
Нижній замок у Грайці

## Князі Ройсс-Грайцькі (1722—1918)
- в роках 1743–1800 Генріх XI Ройсс-Грайцький (1722–1800)
- в роках 1800–1817 Генріх XIII Ройсс-Грайцький (1747–1817)
- в роках 1817–1836 Генріх XIX Ройсс-Грайцький (1790–1836)
- в роках 1836–1859 Генріх XX Ройсс-Грайцький (1794–1859)
- в роках 1859–1867 Кароліна Гессен-Гомбурзька (1819–1872)
- в роках 1867–1902 Генріх XX Ройсс-Герський (старшої лінії) (1846–1902)
- в роках 1902–1918 Генріх XXIV Ройсс-Герський (старшої лінії) (1878–1927), нездатний до правління. Регенти:
  - 1902–1908 Генріх XIV (молодшої лінії) (1832–1913)
  - 1908–1918 Генріх XXVII Ройсс-Герський, князь, регент з 1913 р. князь молодшої лінії (1858–1928)

## Помітні постаті
- Принцеса Герміне Ройс з Грайца, друга дружина колишнього німецького імператора Вільгельма II
- Принцеса Кароліна Ройсс-Грайцька, дружина Вільгельма Ернста, великого герцога Саксен-Веймар-Айзенаського
- Принц Генріх XV Ройс-Плауенський, генерал-фельдмаршал Священної Римської імперії